# لقاح داء الكلب
هناك لقاح لداء الكلب هو لقاح يستخدم لمنع داء الكلب. هناك عدد من اللقاحات المتاحة التي هي على حد سواء آمنة وفعالة. ويمكن استخدامها لمنع داء الكلب قبل حدوث ولفترة من الوقت بعد التعرض للفيروس مثل عضة كلب أو الخفافيش. إن الحصانة التي تدوم لفترة طويلة تتطور بعد ثلاث جرعات. وعادة ما يتم إعطاء اللقاح عن طريق الحقن داخل الجلد أو العضلات. بعد التعرض للتطعيم عادة ما يتم استخدامه جنبا إلى جنب مع داء الكلب المناعي. يوصى بشدة لأولئك الذين هم في خطر كبير للتعرض للداء أن يتم تطعيمهم قبل التعرض المحتمل. اللقاحات فعالة في البشر والحيوانات الأخرى. تحصين الكلاب فعال جدا في منع الأمراض التي تصيب البشر.
يمكن استخدام اللقاح بأمان في جميع الفئات العمرية. حوالي 35 إلى 45 في المئة من الناس يعانون بعد فترة وجيزة من احمرار وألم في موضع الحقن. قد يعاني حوالي 5 إلى 15 في المئة من الناس الحمى والصداع والغثيان . وبعد التعرض لداء الكلب ليس هناك موانع لاستخدام اللقاح. معظم اللقاحات لا تحتوي على ثيميروسال. اللقاحات المصنوعة من الأنسجة العصبية، والتي يعتمد عليها عدد قليل من البلدان، ولا سيما في آسيا وأمريكا اللاتينية، تكون أقل فعالية، ولها قدر أكبر من الآثار الجانبية. ولذلك لا ينصح باستخدامها من قبل منظمة الصحة العالمية.
تم تطعيم ملايين من الناس على مستوى العالم وتشير التقديرات إلى أن هذا ينقذ أكثر من 250.000 شخص سنويا. يقع اللقاح على قائمة منظمة الصحة العالمية للأدوية الأساسية والأدوية الأكثر أهمية الموصى بها في نظام الرعاية الصحية الأساسية.